# David Browning
David Greig Browning Jr., detto Skippy (Boston, 5 giugno 1931 – Rantoul, 13 marzo 1956), è stato un tuffatore statunitense.

## Palmarès
Olimpiadi
- 1 medaglia:
  - 1 oro (trampolino a Helsinki 1952).